# Фидуциарные деньги
Фидуциарные (от лат. fiducia — доверие), фиатные (от лат. fiat — декрет, указание, «да будет так»), символические, бумажные, кредитные, необеспеченные деньги — не обеспеченные золотом и другими драгоценными металлами деньги, номинальная стоимость которых устанавливается и гарантируется государством вне зависимости от стоимости материала, использованного для их изготовления. Как правило, неразменные на золото или серебро.
Зачастую фидуциарные деньги применяются как платёжное средство на основе государственных законов, обязывающих принимать их по номиналу.
Стоимость фидуциарных денег поддерживается за счёт веры людей в то, что они смогут обменять их на что-либо ценное.
Падение авторитета государственной власти приводит к снижению покупательной способности фидуциарных денег, то есть к девальвации, «бегству от денег» (попытки сохранить их покупательную способность путём инвестиций) и т. п.
Сеньораж при эмиссии таких денег практически равен их номиналу.

## Этимология
Термин «фиатные деньги» впервые употреблён в постановлениях одного из партийных съездов, прошедших в США в последней четверти XIX века. По сути дела, США тогда не имели ни центрального банка, ни золотого стандарта, и понятие, о котором шла речь в той полемике, вполне укладывалось в уже существовавшую тогда терминологию фидуциарных денег. Тем не менее, в американском английском языке термин «фиатные деньги» употребляется чаще, хотя англичанин Дж. М. Кейнс и в XX веке использовал термин «fiduciary money».
Иногда в англоязычной литературе термины фидуциарные и фиатные деньги разграничивают и считают разными понятиями. В частности, Милтон Фридман в статье для энциклопедии «Британника» «фидуциарными деньгами» называет банкноты, которые эмитент обязуется по предъявлении обменять на золото или серебро, а «фиатными» считает деньги без обязательства обменять их на что-либо вообще. Хотя на практике деньги обычно имели лишь частичное обеспечение, предъявитель всё же имел юридическое право на их погашение. Так, например, до 1963 года на банкнотах Федерального резерва США была надпись «payable to the bearer on demand» (оплачивается по требованию предъявителя), которая затем исчезла (История доллара США). Монтгомери Роллинз в 1917 году фиатной называл только ту часть денег, которая не имела обеспечения. Другие авторы используют данные понятия как синонимы.

## История термина
В Новое время термин «фидуциарные деньги» возник синхронно с организацией обращения банкнот, которую проводил Банк Англии. Изначально банкнота была векселем банка, принявшего от вкладчика на хранение некую сумму в полноценной золотой или серебряной монете. На таких условиях сумма денег, обращающихся в экономике, была равна сумме монет в хранилищах банка.
Однако развитие капиталистических отношений в Англии потребовало большей денежной массы, нежели имелось в наличии во всей экономике. В связи с этим Банк Англии начал выпускать в обращение банкноты, для которых не имелось эквивалентного количества золота. Акт Роберта Пиля 1844 года установил границы этой непокрытой эмиссии в процентном соотношении к золотому запасу страны. Система денежного обращения, в основе которой лежало золото как всеобщий эквивалент, получила название золотого стандарта.
С развитием методов расчёта допустимой наличноденежной массы, а также способов её привязки к той или иной части золотого запаса появлялись новые разновидности золотого стандарта (золотослитковый, золотодевизный и т. п.). Однако так или иначе владельцы фидуциарных денег (круг которых также со временем сокращался) имели возможность предъявить их в банк для получения полноценного золотого эквивалента.
Окончательный крах последней из форм золотого стандарта, Бреттон-Вудской системы, произошёл в 1971—73 годах, когда правительство США в одностороннем порядке отказалось обменивать доллары на золото по требованиям центральных банков других стран. К этому времени изменился и состав массы, определяемой как фидуциарные деньги. В настоящее время к ним относятся банковские билеты и другие носители, ценность которых в обращении зафиксирована надписанной на них суммой. Последняя намного превышает их внутреннюю стоимость (цену производства банкнот и пр.), однако реальная покупательная способность может изменяться в зависимости от состояния экономики, от доверия к эмитенту (как правило, это центральный банк страны).

## В истории денежного обращения
Излагая историю денежного обращения, авторы некоторых учебников ретроспективно подводят под определение «фиатных» денег все исторические формы неполноценного денежного обращения, существовавшие задолго до того, как сам термин «фидуциарные» деньги был введён в научный оборот. Первые бумажные деньги датируют VIII веком, они появились в Китае в эпоху династии Тан. Рамсден называет «фиатными» бумажные деньги времён империи Сун в Китае X века. Римский император Диоклетиан ввёл смертную казнь за отказ принимать к платежу официальные монеты, стоимость серебра в которых было ниже номинала. Р. Михенер вспоминает и о кредитных билетах (англ. bills of credit), циркулировавших в британских колониях в Америке до объявления независимости США, а после выпускавшихся там же и другими провинциальными властями. Фридрих фон Хайек указывает, что «в XIII столетии китайский закон карал за отказ принимать императорские бумажные деньги смертью. Двадцать лет каторги, а в некоторых случаях смертная казнь, были наказанием за отказ принимать французские ассигнации. Раннее английское право предписывает рассматривать отказ принимать правительственные деньги как государственную измену. В эпоху американской революции отказ от приёма банкнот Континентального конгресса рассматривался как враждебный акт и иногда вёл к потере права на взыскание долга».
Иногда внедрение фиатных денег кончалось экономической катастрофой. Так, в государстве Хулагуидов со столицей в Тебризе в 1294 году в качестве реакции на кризис, вызванный возросшими государственными расходами сумасбродного ильхана Гайхату, который «был государем весьма щедрым, делал чрезмерные подарки, и денег в мире ему не хватало», была введены бумажные деньги (чау) по китайской модели с принудительным курсом. В результате торговля в Тебризе практически прекратилась, так как горожане отказывались принимать новые деньги, а уже весной следующего года Гайхату был задушен заговорщиками.
По признаку отсутствия или снижения внутренней стоимости перечисленные средства обращения могут быть формально отнесены к фидуциарным деньгам, независимо от того, использовалась ли бумага или, например, биллонные монеты. Также, по способу эмиссии в отдельную группу выделяются кредитные деньги (например, билонные монеты чеканятся с пониженным содержанием драгоценных металлов, а кредитные деньги выпускаются в виде платёжных требований).
К началу Первой мировой войны большинство стран использовало валюту, которая в любой момент могла быть конвертирована в фиксированное количество золота. В настоящее время большинство национальных валют, в том числе рубль и резервные валюты, не имеет официального товарного обеспечения. Во всех подобных случаях государство обязывает всех экономических субъектов на своей территории принимать такие необеспеченные деньги в качестве законного средства платежа, в том числе для уплаты налогов.
Основными механизмами обеспечения стоимости фидуциарных денег являются:
- юридическая обязательность выражать в них стоимость товаров/услуг и выполнять платежи, в том числе уплачивать установленные налоги и сборы (быть законным платёжным средством);
- ограничения на хождение других валют на территории государства;
- назначение центробанком процентных ставок.

## Деньги в Российской Федерации
Для Российской Федерации в Федеральном законе от 10 июля 2002 года № 86-ФЗ «О Центральном банке Российской Федерации (Банке России)» в ст. 29 указано, что банкноты (банковские билеты) и монеты Банка России являются единственным законным средством наличного платежа на территории Российской Федерации, а в ст. 30 — что банкноты и монеты являются безусловными обязательствами Банка России и обязательны к приёму по нарицательной стоимости при осуществлении всех видов платежей, для зачисления на счета, во вклады и для перевода на всей территории Российской Федерации. В Гражданском кодексе Российской Федерации в ст. 140 также устанавливается, что рубль является законным платёжным средством, обязательным к приёму по нарицательной стоимости на всей территории Российской Федерации.